# Stasimopus leipoldti
Stasimopus leipoldti is een spinnensoort in de taxonomische indeling van de valdeurspinnen (Ctenizidae).
Het dier behoort tot het geslacht Stasimopus. De wetenschappelijke naam van de soort werd voor het eerst geldig gepubliceerd in 1902 door William Frederick Purcell.